# BSフジの10年間すべて見せます!デジマガでDAI安☆吉日!
『BSフジの10年間すべて見せます!デジマガでDAI安☆吉日!』（BSフジのじゅうねんかんすべてみせます デジマガでダイあんきちじつ）は、2010年12月1日（水）20:00 - 26:00（JST）にBSフジで生放送された特別番組。

## 概要
BSフジ開局10周年記念番組。開局から数多くの番組を紹介してきたバラエティ番宣番組『週刊BSデジタルマガジン』(デジマガ)と、その後を継いだ『カンニングのDAI安吉日!』。BSフジの歴史と共に歩んできた2つの番組がコラボレートした特別番組。

## 内容
『DAI安☆吉日!』出演者による生放送のスタジオ・パートに、ゲスト別で数ブロックに分けられた『デジマガ』の収録VTRが挟まれるという構成。また連動企画としてTwitterの番組公式アカウントを作成。放送内で視聴者の声としてツイートを紹介。さらにそれらを活用してUstreamで連動番組を同時間帯生放送した。

### スタジオ・パート
『カンニングのDAI安☆吉日!』のMCが出演。途中BSフジにゆかりのあるゲストを交えながら、VTR映像を中心にBSフジで放送された過去番組そして現在放送中の番組を紹介。BSフジの歴史を振り返る。
通常CMとは別にインフォマーシャルコーナー「ちょちょいのチョイスSPECIAL」を設けて視聴者プレゼントを行った。

### デジマガ 特番
7年ぶりに復活したMCコンビが、入れ替わりでゲスト参加する当時の共演者たちと同窓会さながら思い出話に花を咲かせる。メイン企画として過去の映像をもとに記憶力クイズを実施。番組最後には『DAI安☆吉日』のMC3人も飛び入り参加した。2010年8月30日に収録された。

### 連動番組
『“DAI安”の裏側すべて見せます!せーにゃ&うめ☆三ぼれ吉日!』
- Ustreamで同時間帯（12月1日（水）20:00 - 26:00）に放送。
- 出演者：安藤成子、梅田彩佳、三拍子、ぼれろ

## 出演
MC
- 竹山隆範
- 安めぐみ
- DAIGO[3]

| デジマガ - オダギリジョー - 阿部美穂子 - BSくん（2010年バージョン） | カンニングのDAI安☆吉日! - 安藤成子 - 梅田彩佳 - 三拍子 - ぼれろ |

### ゲスト

#### スタジオゲスト
| デジマガ - テリー伊藤 - 青木さやか - 松田大輔 - 見栄晴 - 市丸博司 - 亀谷敬正 - 笠井信輔 - 片岡K - 五月女ケイ子 - ちひろっく - 神奈月 | DAI安☆吉日 - 八木亜希子 - 山寺宏一 |

#### コメントゲスト
（）内は出演番組
- 東野幸治（BSフジ開局特番）
- モエヤン（ヤングライブニッポンLF+RミュージックTV）
- 浅野ゆうこ（JJママ）
- 別所哲也（お台場トレンド株式市場）
- つるの剛士（お台場カジノインタラクティブ）
- いとうせいこう（めがね番長）
- 村上“ポンタ”秀一（ずっと好きな歌）
- 藤井フミヤ（BSフジイ）
- 鈴木亜美（鈴木あみのアイドルダウンロードショー）
- 西川貴教（西川貴教・立つ!!シリーズ）
- ガチャピン（Beポンキッキ）
- ムック（同上）
- 所ジョージ（所さんの世田谷ベース）
- 清水圭（同上）
- 辰巳琢朗（辰巳琢朗のワイン番組）
- 小山薫堂（小山薫堂 東京会議）

## 紹介された番組
| - DAI安☆BSフジNAVI - ザ・ロングインタビュー - BSフジLIVE プライムニュース - BSフジ開局特番 - ヤングライブニッポンLF+RミュージックTV - JJママ - 男おばさん - 宝島の地図 - HIT SONG MAKERS 〜栄光のJ-POP伝説〜 - RCドック 双方向番組 - 史上最大のショッピングショー - 史上最大のオークションショー - お台場トレンド株式市場 - 日本の試験大全 - 競馬大王 - お台場カジノインタラクティブ - 無意味良品 - 双方向クイズ!実験家族 | バラエティ番組 - 5ミニッツ・パフォーマンス - めがね番長 - 西川貴教・立つ!!シリーズ 音楽番組 - LONDON CALLING - Speak in Music - ずっと好きな歌 - BSフジイ アイドル番組 - 鈴木あみのアイドルダウンロードショー 大人から子供まで楽しめる番組 - 竹中直人P.S.45 - YOGA TV - We Can☆ - Beポンキッキ 現在放送されている番組 - 所さんの世田谷ベース - 辰巳琢郎のワイン番組 - 小山薫堂 東京会議 |

## スタッフ
- ナレーション：中原茂
- 構成：飯島雅彦
- デザイン：飯塚洋行
- CG:北岡誠、白石浩一
- 編集：賀古勝利、松村佳明
- 技術協力：共同テレビ、G-Link Studio
- TK:本田悦子
- 広報：渡辺裕予、高橋剛、小山梓
- 制作：片山由貴
- AD:本河隆志、秋山友梨亜
- ディレクター：山本雅一、小池明彦、トッキー、ローズ
- プロデューサー：立本洋之、春名康好、秋山晴美、前田雅弘
- 総合演出：かみばやし
- 制作協力：WOODSUP 、THE WORKS
- 制作著作：BSフジ

## 関連番組
- 週刊BSデジタルマガジン
- カンニングのDAI安吉日!